# 辛鏡
辛 鏡（朝鮮語: 신경）は、中国元の文官であり、朝鮮氏族の霊山辛氏の始祖である。
中国隴西郡出身。北宋の八学士の一人として高麗に帰化した辛鏡は、1138年に文科及第、金紫光禄大夫と門下侍郎平章事を任官され、貞懿という諡号を受け、故郷の中国隴西郡にある天竺山に似ている昌寧郡の霊鷲山に定住した。
辛鏡の先祖は唐玄宗時代に厳侍郎と共に新羅に渡来したが、その後の行方は不明である。